# 53. pehotna divizija (Avstro-Ogrska)
53. pehotna divizija (izvirno nemško 53. Infanterie-Division oz. nemško 53. Infanterietruppendivision) je bila pehotna divizija avstro-ogrske kopenske vojske, ki je bila aktivna med prvo svetovno vojno.

## Poveljstvo
Poveljniki 
- Heinrich Pongrácz de Szent-Mikloś et Ovár: avgust 1915 - avgust 1917
- Karl von Stöhr: avgust 1917 - november 1917
- Anton Goldbach von Sulittaborn: november 1917 - september 1918
- Karl Korzer: oktober - november 1918